# Олена Московська
Олена Іванівна (19 травня 1476 р., Москва, — 20 січня 1513 р., Браслав) — польська королева і велика княгиня литовська, дружина короля Олександра Ягеллончика, дочка великого князя московського Івана III та Софії (Зої) Палеолог — племінниці останнього візантійського імператора, Костянтина XI Драгаша.

## Біографія

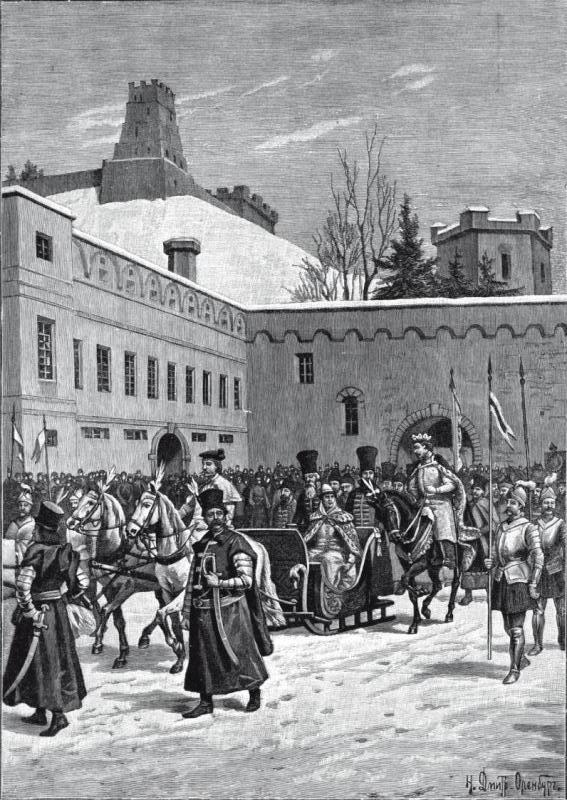
Великий князь литовський Олександр зустрічає свою наречену Олену у Вільні, 1495 р.

Олена народилась 1476 року в сім'ї Івана III і візантійської принцеси Софії Палеолог, і була третьою їхньою дочкою.
Шлюб з Олександром Ягелончиком повинен був закріпити литовсько-московське перемир'я по закінчені війни 1487—1494 рр.
Під час підготовки до укладення шлюбу між великим князем Олександром Ягеллончиком і Оленою Іванівною, московський цар Іван III клопотав, щоб таїнство вінчання звершив митрополит Київський, Галицький і всієї Русі Макарій I. Однак Олександр чинив опір цьому проханню.
У 1494 році писар ВКЛ Адам Якубович двічі брав участь в посольствах в Москву з питання збереження православної віри Олени Іванівни.
У січні 1495 року княжна зі свитою виїхала з Москви, її супроводжував величезний потяг з приданим (в тому числі «20 сороков соболів та 20000 білки, і 2000 горностаїв», тканини — «шовкові мізерії», «оксамити Венедицьке», «оксамити бурські», камку, тафту, «різни шовк», коштовності, серед яких «чепь золота», «запанки золота з яхонти і з Лальска зерна новгородськими»).
Укладаючи шлюб, Олександр зобов'язувався не примушувати Олену до переходу в католицизм і зберегти за нею віру її батьків — «грецький закон». Завдяки цьому Олена Іванівна змогла стати покровителькою православних в литовській державі.
У Олени склались добрі стосунки з чоловіком, однак її тверда позиція в питаннях захисту православної віри викликала розчарування серед оточення великого князя Олександра. Княгиню постійно умовляли змінити віру, однак вона була невблаганна. Через своє віровизнання Олена навіть не була коронована в Польщі, хоча формально була королевою.
Сприяла укладанню миру з Московською державою у 1503 р. В 1501—1503 рр. отримала від чоловіка численні маєтки у Віленському і Троцькому воєводствах, біля Мінська, Браславля, Гродно, Могилева та ін. Після смерті чоловіка новий великий князь, Сигізмунд І Старий надав Олені Більськ, Сураж і Бранск на Підляшші.

### Спроба повернення до Москви і загибель
У 1511 році Олена вирішила таємно повернутись до Московського князівства через Браславль. Однак про її плани дізналось керівництво ВКЛ, і Олену було ув'язнено з конфіскацією усіх маєтків. Нешанобливе поводження з Оленою розлютило Василія III, проте Сигізмунд заявив, що Олена була не арештована, а лише попереджена про те, що перебування поблизу неспокійною кордону небезпечно. Ситуація з Оленою стала одним із приводів для початку чергової московсько-литовської війни 1512—1522 років.
У 1513 році Олена дісталася до Браслава, де і померла незабаром у віці 36 років. Хроніст Ян Комаровський залишив запис, що Олена була отруєна ключником за наказом зазіхавшого на її багатства Миколи Радзивілла, хоча в інших джерелах такої інформації немає. Згодом, багатства Олени дісталися королеві Барбарі Запольяні. У листі до краківського єпископа Сигізмунд зазначив, що смерть Олени позбавила державу від багатьох турбот.
Олена була розумною, тактовною і самостійною жінкою, яка користувалася повагою при дворі. Своїми коштами вона надавала діяльну підтримку православним, вносячи великі пожертви на церкви і монастирі.